# Lilium kelloggii
Lilium kelloggii là một loài thực vật có hoa trong họ Liliaceae. Loài này được Purdy miêu tả khoa học đầu tiên năm 1901.